# Arts et Métiers metróállomás
Az Arts et Métiers egy metróállomás Franciaországban, Párizsban a párizsi metró 3-as és 11-es metróvonalán. Tulajdonosa és üzemeltetője a RATP.

## Metróvonalak
Az állomást az alábbi metróvonalak érintik:
- 3-as metróvonal
- 11-es metróvonal

## Kapcsolódó állomások
A metróállomáshoz az alábbi állomások vannak a legközelebb:
- Réaumur - Sébastopol (Pont de Levallois - Bécon, 3-as metróvonal)
- Temple (Gallieni, 3-as metróvonal)
- Rambuteau (Châtelet, 11-es metróvonal)
- République (Rosny-Bois-Perrier, 11-es metróvonal)